# Перонелла де Туар
Перонелла (фр. Péronnelle de Thouars; ок. 1330 — 30 октября 1397) — последняя представительница первой династии виконтов Туара.
Дочь Луи I де Туара и Жанны де Дрё.
В 1345 году вышла замуж за Амори IV де Краона (ум. 30 мая 1373) — участника Столетней войны сначала на стороне французского короля — до битвы при Пуатье (1356), в которой попал в плен, затем на стороне англичан. В 1372 году (30 ноября) после многодневной осады Амори IV де Краон сдал Туар войску Бертрана Дюгеклена и принёс ему оммаж как представителю французской короны.
Второй муж Перонеллы (свадьба в 1376 году) — Тристан Руо де Буаменар (ум. 1392).
В 1378 году с согласия мужа уступила своему родственнику королю Карлу V принадлежавшие ей две трети графства Дрё (полученные в 1365 году в наследство от брата — Симона де Туара, графа де Дрё) в обмен на сеньорию Бенон, баронию Фонтене и денежную компенсацию (другая треть графства Дрё к тому времени уже принадлежала королю).
Часть полученных денег Перонелла и её муж Тристан Руо де Буаменар использовали на строительство в Туаре монастыря доминиканцев и на пожертвования храмам.